# Jean-Pierre Destrumelle
Jean-Pierre Destrumelle (født 2. januar 1941, død 19. april 2002) var en fransk fodboldspiller (midtbane) og -træner.
På klubplan repræsenterede Destrumelle henholdsvis FC Rouen, Olympique Marseille og Paris Saint-Germain. Med Marseille var han i 1969 med til at vinde den franske pokalturnering.
Efter sit karrierestop var Destrumelle i en årrække træner, og stod blandt andet i spidsen for Valenciennes, Bastia og Olympique Lyon.

## Titler
Coupe de France
- 1969 med Olympique Marseille